# Guy Consolmagno

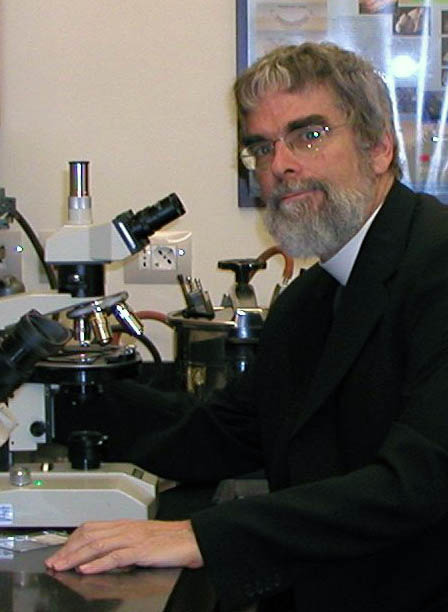

Bruder Guy Joseph Consolmagno SJ (* 19. September 1952 in Detroit) ist ein US-amerikanischer Forscher und Direktor der Vatikanischen Sternwarte.

## Leben
Consolmagno besuchte die University of Detroit Jesuit High School and Academy bevor er seinen Bachelor (1974) und Master (1975) am M.I.T. erhielt. Seinen PhD erhielt er 1978 an der University of Arizona im dortigen Lunar and Planetary Laboratory. Alle Titel hatten Planetologie zum Thema. Nach Postdoc-Aufenthalten am Harvard-College-Observatorium und dem MIT wurde er 1983 Mitglied des Friedenscorps der USA und unterrichtete zwei Jahre in Kenia Physik und Astronomie. Nach seiner Rückkehr in die USA wurde er Assistant Professor am Lafayette College in Easton, Pennsylvania.
1989 wurde er Jesuit und legte 1991 seine Ordensgelübde ab. Mit seinem Ordenseintritt wurde er Astronom an der Vatikanischen Sternwarte und gleichzeitig Kurator der Vatikanischen Meteoritensammlung, Positionen, die er bis heute innehat. Neben seiner weiterhin ausgeübten wissenschaftlichen Tätigkeit in Planetologie studierte er nebenbei Philosophie und Theologie.
Seine Forschung konzentriert sich auf die Beziehungen zwischen Meteoriten und Asteroiden und die Herkunft und Evolution kleiner Körper im Sonnensystem. Neben seinen mehr als 40 wissenschaftlichen Veröffentlichungen ist er Koautor mehrerer populärwissenschaftlichen Bücher über Astronomie, die in mehrere Sprachen übersetzt wurden. 1996 war er Teilnehmer des Programms zur Suche von Meteoriten in der Antarktis (ANSMET), in dessen Verlauf er mehrere Meteoriten auf dem antarktischen Eis entdeckte. 2000 wurde von der Internationalen Astronomische Union ein Asteroid nach ihm benannt, (4597) Consolmagno, der auch unter dem Namen Little Guy bekannt ist.
Er glaubt an die Notwendigkeit eines Nebeneinanders von Naturwissenschaft und Religion, das besser sei als ein Wettbewerb konkurrierender Ideologien. 2006 sagte er: "Religion needs science to keep it away from superstition and keep it close to reality, to protect it from creationism, which at the end of the day is a kind of paganism – it's turning God into a nature god." („Religion braucht die Naturwissenschaften um sie vor Aberglauben zu bewahren und sie an der Realität zu halten. Um sie vor Kreationismus zu schützen, der im Endeffekt eine Art Heidentum ist, der den christlichen Gott in einen Götzen verwandelt.“)
Consolmagno war von Oktober 2006 bis Oktober 2007 Vorsitzender der Division for Planetary Sciences der American Astronomical Society.
Consolmagno ist ein populärwissenschaftlicher Redner und Schreiber. Er war Ehrengast mehrerer Science-Fiction-Conventions, beispielsweise der DucKon im Jahr 2000, der ConFusion in seinem Heimatstaat Michigan im Jahr 2002 und weiteren. Er trat 2009 beim Colbert Report auf um sein Buch The Heavens Proclaim vorzustellen.
Im Mai 2014 erhielt er einen Ehrendoktor der Georgetown University und sprach auf der Abschlussfeier des Georgetown College. 2010 war er Gast von Krista Tippett, der Moderatorin der Radiosendung On Being, zusammen mit seinem Freund und Mitbruder Pater George Coyne. In diesem Interview sprachen sie über ihre Gemeinsamkeiten und Unterschiede in der Ansicht zum Verhältnis von Wissenschaft und Glauben. Die Sendung wurde mehrfach wiederholt.
2014 wurde er von der Division for Planetary Sciences der American Astronomical Society mit der Carl Sagan Medal aufgezeichnet, für seine außerordentlichen Verdienste, die Planetologie der allgemeinen Öffentlichkeit populär gemacht zu haben.
Bekannt als des Papstes Astronom, wurde er im September 2015 von Papst Franziskus zum Direktor der Vatikanischen Sternwarte ernannt – als Nachfolger von José Gabriel Funes. Im Juli 2025 ernannte Papst Leo XIV. den Ordenspriester und Astronomen Richard Anthony D’Souza SJ mit Wirkung vom 19. September desselben Jahres zu seinen Nachfolger als Direktor der Sternwarte.

## Bibliographie
- Worlds Apart (mit Martha W. Schaefer, Prentice Hall, 1993)
- Turn Left at Orion (mit Dan M. Davis, Cambridge University Press, 1995)
- The Way to the Dwelling of Light (University of Notre Dame Press, 1998)
- Brother Astronomer, Adventures of a Vatican Scientist (McGraw Hill, 2000) Review (Memento vom 27. September 2007 im Internet Archive)
- Intelligent Life in the Universe? Catholic belief and the search for extraterrestrial intelligent life (Catholic Truth Society, 2005)
- God's Mechanics: How Scientists and Engineers Make Sense of Religion (Jossey-Bass, 2007)
- The Heavens Proclaim: Astronomy and the Vatican (Vatican Observatory Publications, 2009)
- Would You Baptize an Extraterrestrial? … and Other Questions from the Astronomers' In-box at the Vatican Observatory (mit Paul Mueller, Crown Publishing Group, 2014), deutsche Übersetzung: Wo war Gott, als das Universum geschaffen wurde?, Herder, 2016, ISBN 978-3-451-34265-3